# Auletobius eucalypti
Auletobius eucalypti is een keversoort uit de familie Rhynchitidae. De wetenschappelijke naam van de soort is voor het eerst geldig gepubliceerd in 1898 door Lea.